# Quản Long
Quản Long là một địa danh hành chính cũ cấp quận thời Việt Nam Cộng hòa. Nơi đây từng là thị xã tỉnh lỵ của tỉnh An Xuyên. Địa bàn Quản Long tương ứng một phần với thành phố Cà Mau ngày nay.

## Địa lý
Thị xã Quản Long có vị trí địa lý:
- Phía đông giáp tỉnh Bạc Liêu
- Phía tây giáp quận Sông Ông Đốc
- Phía nam giáp quận Đầm Dơi
- Phía bắc giáp quận Thới Bình.

## Hành chính
Thị xã Quản Long có 4 xã: Định Thành, Hòa Thành, Tân Lộc, Tân Xuyên.

## Lịch sử
Địa danh Quản Long bắt nguồn từ địa danh tổng Quản Long, huyện Long Xuyên, phủ An Biên, tỉnh Hà Tiên thời nhà Nguyễn.
Thời Pháp thuộc, tổng Quản Long thuộc quận Cà Mau, tỉnh Bạc Liêu. Quận lỵ Cà Mau đặt tại làng An Xuyên thuộc tổng Quản Long.
Ngày 9 tháng 3 năm 1956, Tổng thống Việt Nam Cộng hòa Ngô Đình Diệm ban hành Sắc lệnh số 32-NV về việc thành lập tỉnh Cà Mau trên cơ sở một phần của tỉnh Bạc Liêu. Tỉnh lỵ nằm trong địa bàn xã An Xuyên, tổng Quản Long, quận Châu Thành.
Ngày 22 tháng 10 năm 1956, Tổng thống Việt Nam Cộng hòa ban hành Sắc lệnh số 143-NV về việc:
- Thành lập tỉnh An Xuyên trên cơ sở đổi tên tỉnh Cà Mau.
- Đổi tên tỉnh lỵ Cà Mau thành Quản Long. Từ đó, Quản Long trở thành địa danh hành chính cấp quận của Việt Nam Cộng hòa cho đến năm 1975.

Quận Quản Long khi mới thành lập gồm 4 xã: Tân Xuyên, Tân Lộc, Hòa Thành, Định Thành. Trong đó, xã Tân Xuyên đóng hai vai trò là quận lỵ quận Quản Long và là tỉnh lỵ tỉnh An Xuyên.
Chính quyền Mặt trận Dân tộc Giải phóng miền Nam Việt Nam không thừa nhận phân giới hành chính của chính quyền Việt Nam Cộng hòa. Địa bàn quận Quản Long theo quản lý hành chính của Mặt trận Dân tộc Giải phóng tương ứng với địa bàn của thị xã Cà Mau và huyện Châu Thành, thuộc tỉnh Cà Mau. Địa bàn thị xã Cà Mau tương ứng với địa bàn xã Tân Xuyên. Địa bàn huyện Châu Thành có 6 xã: Hòa Thành, Định Thành, Thạnh Phú, Lợi An, An Xuyên, Tân Thành và thị trấn Tắc Vân; tương ứng hầu hết với phần còn lại của quận Quản Long.